# Martín Cárdenas Hermosa
Martín Cárdenas Hermosa (Cochabamba, Bolivia; 12 de noviembre de 1899 - ibidem, 13 de febrero de 1973) fue un naturalista, botánico y agrónomo boliviano.

## Biografía
Martín Cárdenas es considerado como el botánico más importante que ha tenido Bolivia.[cita requerida] Realizó extensas expediciones botánicas por todo el territorio nacional recolectando especímenes de la flora local, de la cual llegó a reunir 6500 ejemplares.
Su prestigio traspasó las fronteras. La mayor parte de sus exploraciones las realizó con medios propios demostrando que con voluntad y decisión se puede investigar en Bolivia, pese a no tener las condiciones favorables.
La educación básica la realizó en el Seminario Conciliar y en la Escuela Municipal Bolívar. La secundaria en los colegios fiscales Nacional Bolívar y Sucre de Cochabamba.
En 1918, se graduó de bachiller en Ciencias y Letras y consiguió una beca para continuar sus estudios en el Instituto Normal Superior de La Paz, donde se especializó en Ciencias Naturales y Química (1922). En sus vacaciones en Cochabamba realizaba caminatas por sus alrededores recogiendo plantas, de las que luego buscaba sus características en los libros y revistas de la Biblioteca Municipal de La Paz.
Por entonces le presentaron al botánico sueco Erik Asplund, que había realizado muchos viajes por Bolivia recogiendo plantas para su herbario. Cárdenas lo acompañó en varias de sus travesías y aprendió en gran medida en su compañía lo que afianzó su vocación de botánico.
En mayo de 1922,'Martín Cárdenas ya era profesor en la especialidad de Ciencias Naturales y Química, siendo primero profesor auxiliar y después titular del Instituto Normal Superior de La Paz. Por su gran vocación botánica realizó numerosos viajes de recolecta por todo el país en cuanto tenía tiempo libre o en traslados de su trabajo por distintas zonas con alojamientos en casas de sus antiguos alumnos, con los que conservaba aún amistad.
Estos viajes de colecta le granjearon la fama de estar loco, pero consiguió con ellos clasificar a 6500 plantas de la flora de Bolivia, describió 180 especies de nuevos cactus, con 16 variedades; registró 26 tipos de papas silvestres con seis variedades.
Cárdenas es aceptado como el fundador de unos nuevos métodos de agricultura en Bolivia, introduciendo más cultivos.
Se poseen 893 registros de sus identificaciones y nombramientos de nuevas especies (IPNI).

## Honores
- Medalla Agrícola Internacional, "Instituto Interamericano de Cooperación para la Agricultura (IICA)
- Miembro Correspondiente de la "Sociedad Botánica de EE.UU."
- Miembro Honorario, de la Asociación de Papas de EE. UU.
- Miembro Extranjero de la Sociedad Linneana de Londres
- Reconocimiento póstumo: el Jardín botánico de Cochabamba, Bolivia, lleva su nombre desde noviembre de [1973]
- La "National Research Council" de EE. UU. dedica a Martín Cárdenas Hermosa el libro "Cultivos Perdidos de los Incas" ("Lost Crops of the Incas") en 1989
- Sus colegas John Gregory Hawkes y Jens Peter Knudsen Hjerting dedican a su memoria su libro "Las Papas de Bolivia" ("The Potatos of Bolivia")
- Su vivienda es hoy un Museo en la Ciudad de Cochabamba.

### Epónimos

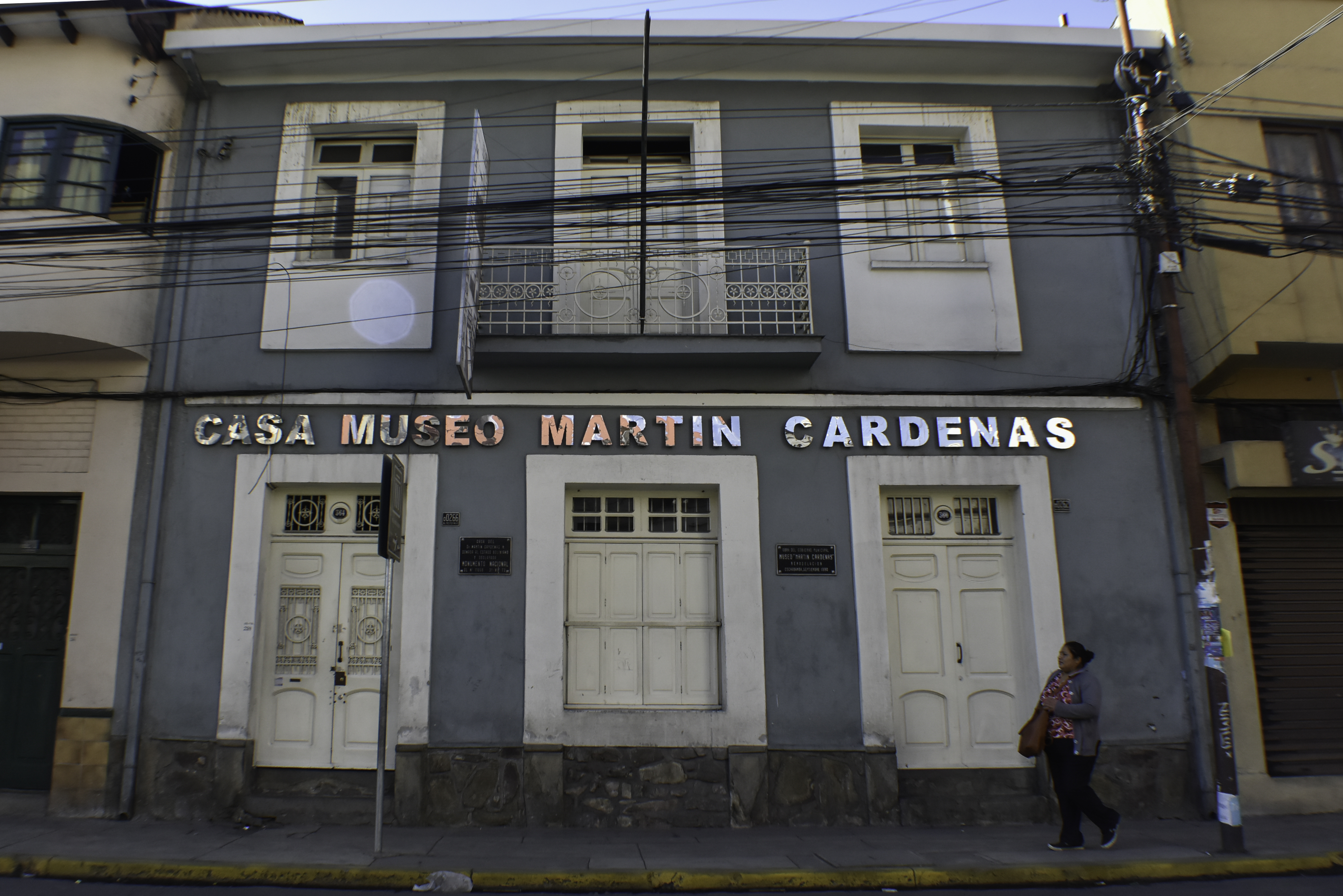
Frontis de la Casa Museo de Martín Cárdenas

Por su prestigio a nivel internacional, más de 50 especies vegetales le fueron dedicadas y con su nombre también se denominaron cuatro géneros botánicos en cuatro familias diferentes, entre ellas:
- (Caesalpiniaceae) Cardenasia Rusby[3]

Unidades educativas estatales y privadas llevan su nombre en las ciudades de Cochabamba y La Paz.
- La abreviatura «Cárdenas» se emplea para indicar a Martín Cárdenas Hermosa como autoridad en la descripción y clasificación científica de los vegetales.[4]